# 安侯建業聯合會計師事務所
安侯建業聯合會計師事務所為KPMG在臺灣的加盟所，目前擁有超過一百三十位合夥會計師以及超過兩千六百位員工，服務據點遍及台北、新竹、台中、台南、高雄五大城市。

## 沿革[2]
- 1952年，張安侯會計師創立張安侯會計師事務所。
- 1971年，張安侯與朱寶奎會計師、吳國風會計師，共同組設安侯聯合會計師事務所，並加盟PMM（Peat Marwick Mitchell & Co.）成為國際性會計師及專業諮詢服務組織。
- 1977年，成立金融服務及日本業務服務部，開始拓展外商銀行及日本客戶業務。
- 1978年，配合國際會計師專業服務組織Peat Marwick International（PMI）之成立，成為PMI之會員事務所（Member Firm）；辦公室搬遷至民生東路四段花旗大樓。
- 1984年，辦公室搬遷至復興北路協和大樓。
- 1986年，成立安侯聯合會計師事務所高雄分所；8月成立安侯企業管理股份有限公司。
- 1987年，因PMI（Peat Marwick International）與KMG（Klynveld Main Goerdeler）合併組成KPMG國際集團，安侯聯合會計師事務所乃與協和會計師事務所（KMG的台灣會員所）合併，定名為「安侯協和會計師事務所」。
- 1989年，成立安侯協和會計師事務所新竹分所。
- 1990年，成立安侯企業管理股份有限公司台中分公司。
- 1991年，成立安侯企業管理股份有限公司台南分公司；7月安侯協和與德勤會計師事務所合併，成為國內規模最大的會計師事務所；辦公室也搬遷至長安東路長安大樓；加入國際事務所20週年。
- 1993年，成立安侯企業管理股份有限公司高雄分公司。
- 1996年，KPMG成功完成管理階層的更換；首次舉辦Management Conference。
- 1997年，辦公室搬遷至民生東路宏泰世紀大樓。
- 1998年，為建立KPMG企業識別系統（KIS），全球各會員事務所統一更名為KPMG。
- 1999年，安侯協和會計師事務所與原Coopers & Lybrand International的台灣會員所建業聯合會計師事務所合併，更名為「安侯建業會計師事務所」，KPMG台灣所員工總數約達1,600人。
- 2005年，成立安侯國際財務顧問股份有限公司；開始推動EOC；成立K-Coffee；係以「財團法人稅務研究基金會」為基礎，成立「財團法人財經研究教育基金會」。
- 2006年，進駐台北101大樓（62-68樓）；設置KPMG暨財團法人財經研究教育基金會獎助學金。
- 2007年，正式成立KPMG志工隊。
- 2008年，首度發起KPMG企業志工日。
- 2009年，更名為「安侯建業聯合會計師事務所」。
- 2011年，榮獲2010年與2011年全球商學院大學生票選最佳雇主第2名（僅次於Google）；獲經濟部與行政院勞委會頒發「創造就業貢獻獎」；獲2011年十大傑出大型企業「金峰獎」。
- 2012年，蟬聯3年，再度榮獲2012年全球商學院大學生票選最佳雇主第2名。
- 2013年，成立「安侯永續發展顧問股份有限公司」。
- 2014年，與「安侯法律事務所」建立策略聯盟合作關係。
- 2015年，成立「安侯資訊顧問股份有限公司」、成立「畢馬威財務諮詢股份有限公司」。
- 2016年，「財團法人財經研究教育基金會」更名為「財團法人安侯建業教育基金會」。
- 2017年，成立「安侯生技顧問股份有限公司」，KPMG台灣所員工總數約達2,400人。
- 2020年，成立「安侯數位智能風險顧問股份有限公司」。
- 2021年，加入國際會員所50週年。
- 2022年，安侯建業成立70週年，KPMG台灣所員工總數約達2,500人；成立「安侯碳資源服務股份有限公司」。
- 2023年，成立「畢馬威不動產顧問股份有限公司」;「財團法人安侯建業教育基金會」更名「財團法人安侯建業永續發展教育基金會」；獲主管機關肯定，為首家獲得金管會永續指標暨溫室氣體確信資格的確信機構。
- 2024年，KPMG安侯建業榮獲104人力銀行最佳雇主品牌獎 ；獲得「TAF ISO 17029確證與查證機構」的認證，成為四大首家同時獲得金管會確信機構和TAF查證機構雙認證的會計師事務所。

## 外部連結
- 官方网站
- 財團法人安侯建業教育基金會 （页面存档备份，存于）
- KPMG in Taiwan的Facebook專頁
- KPMG Taiwan的Instagram帳戶
- YouTube上的安侯建業聯合會計師事務所頻道